# Вулиця Бельведерська
Вулиця Бельведерська — вулиця в Івано-Франківську, що веде від вул. Галицької до вул. Ленкавського. Знаходиться на заході центральної частини міста.
Давня вулиця міста, створена у XVIII ст.
В кінці вулиці знаходився невеликий літній дерев'яний палац Бельведер (близько 1730 р., італ. «чудовий вид»). В ньому переважно знаходилася перша дружина власника міста Юзефа Потоцького — Вікторія, тут вона померла в 1732 році.
В кінці того ж століття перестав існувати і палац.
Назва вулиці збереглася, і навіть за часів німецької окупації не змінилася. Але тоді вона стала головною вулицею в єврейському гетто, де загинуло понад 30 тисяч євреїв. 
Вперше вулицю перейменували у 1953 році на Сталінградську. В 1960 р. тут почали масово зводити «хрущовки», а журналісти почали називати вулицю «Станіславськими Черьомушками». А незадовго, у 1961 р.,— назвали Московською.
У жовтні 1990 вулиці повернули стару назву — Бельведерська.

## Будівлі
№1. Пам'ятка архітектури. (сер. XIX ст.)

Чотириповерхова кам'яниця.
№2. Пам'ятка архітектури. (1932)

П'ятиповерхова кам'яниця.

## Галерея

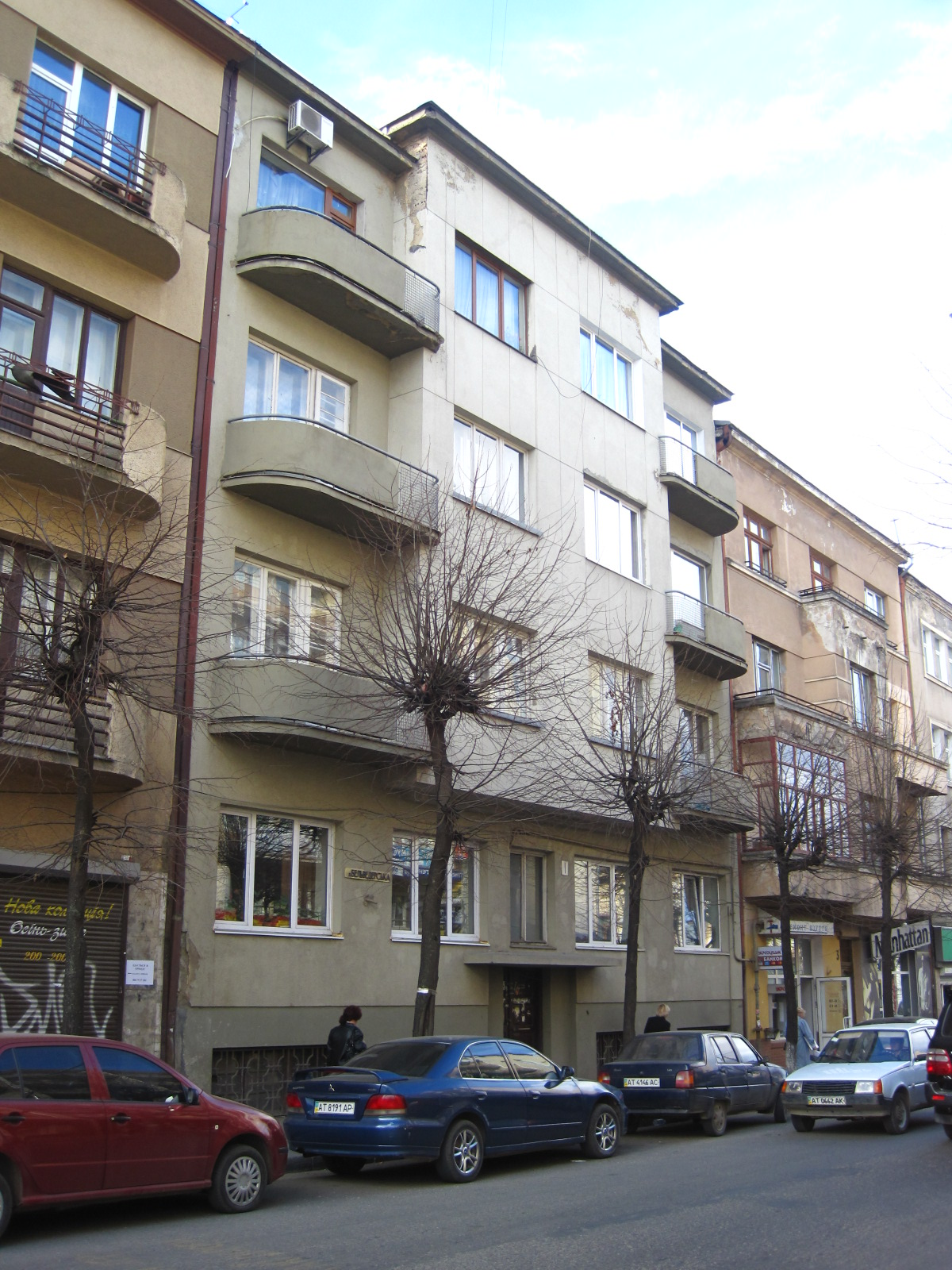
Бельведерська, 1 — чотириповерхова кам'яниця
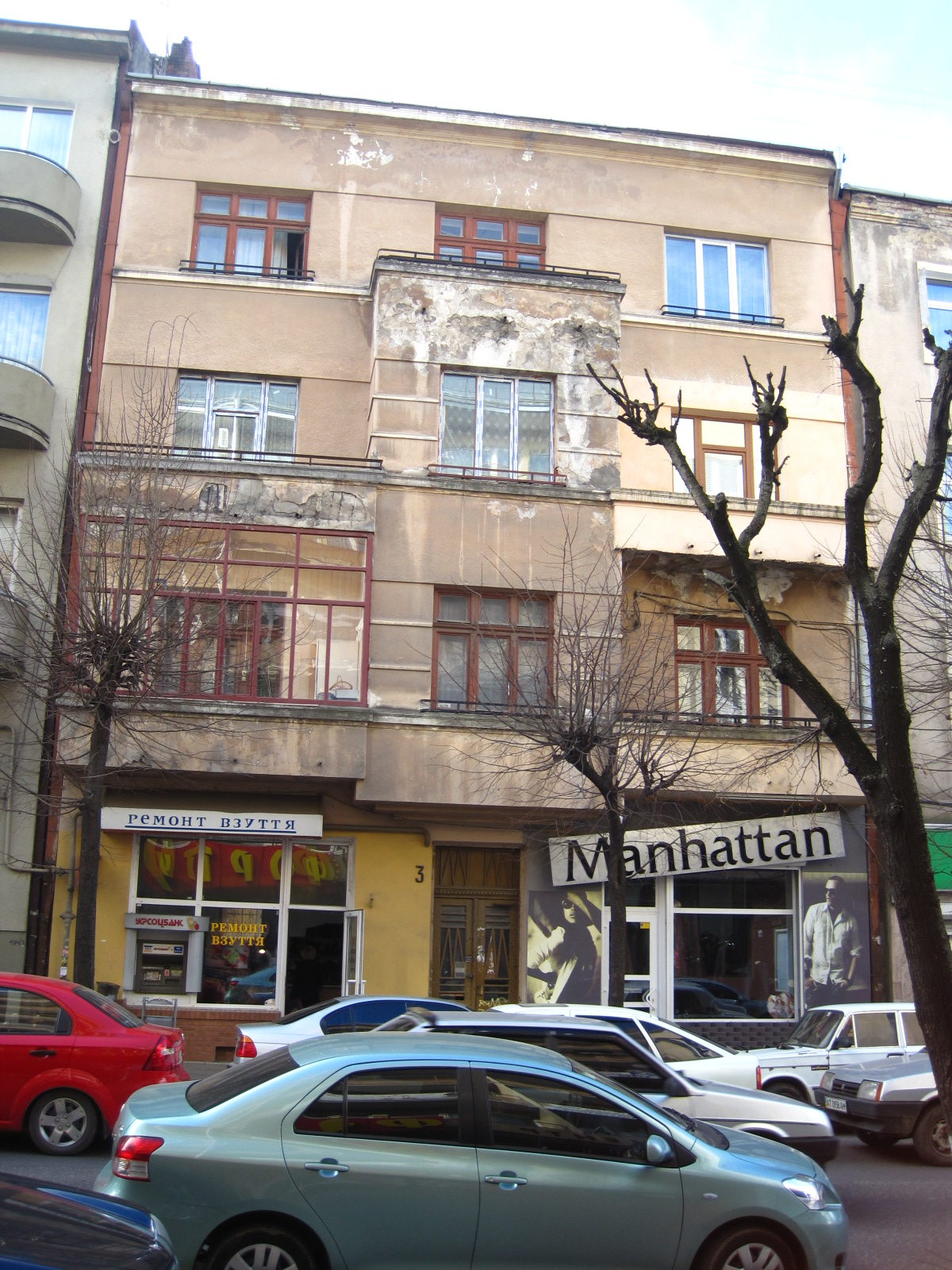
Бельведерська, 3
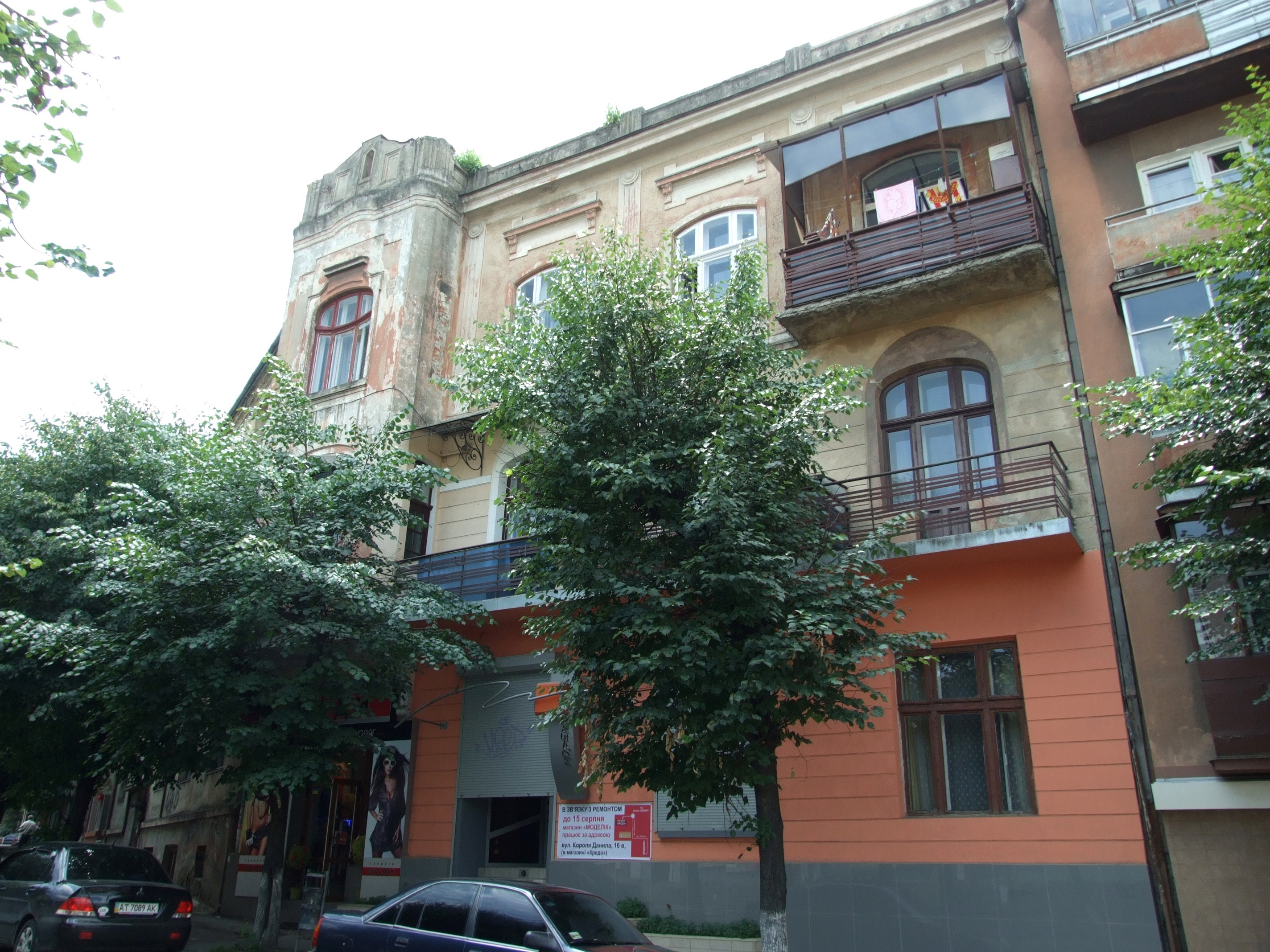
Бельведерська, 11